# Еремеева, Милития Никифоровна
Мили́тия Ники́форовна Ереме́ева (до 1957 — Ко́нонова; 20 декабря 1923, д. Верховье Курской губернии, ныне Покровского района Орловской области — 20 января 1999, Москва) — советская волейболистка, игрок сборной СССР (1949—1960). 3-кратная чемпионка мира, 4-кратная чемпионка Европы, 7-кратная чемпионка СССР. Нападающая. Заслуженный мастер спорта СССР (1949).

## Биография
Выступала за команды: 1946—1947 — «Динамо» (Кишинёв), 1947—1962 — «Локомотив»/«Метрострой» (Москва). В составе «Локомотива»/«Метростроя»: чемпионка СССР (1948—1950, 1952, 1957, 1958), серебряный призёр чемпионатов СССР (1947, 1951, 1953—1955, 1960), победитель Кубка СССР 1952. В составе сборной Москвы становилась чемпионкой (1956) и серебряным призёром (1959) чемпионатов СССР и Спартакиад народов СССР.
В сборной СССР в официальных соревнованиях выступала в 1949—1960 годах. В её составе: 3-кратная чемпионка мира (1952, 1956 и 1960), 4-кратная чемпионка Европы (1949, 1950, 1951 и 1958).
Награждена орденом «Знак Почёта», медалями «За победу над Германией в Великой Отечественной войне 1941—1945 гг.», «20 лет Победы в Великой Отечественной войне 1941—1945 гг.», «30 лет Победы в Великой Отечественной войне 1941—1945 гг.», «В память 800-летия Москвы», знаком «Отличник физической культуры СССР».
После окончания игровой карьеры работала тренером. В 1962—1967 — старший тренер команды «Локомотив» (Москва), серебряного призёра чемпионата СССР 1965.

## Источник
- Волейбол. Энциклопедия/Сост. В. Л. Свиридов. Москва: Издательства «Человек» и «Спорт» — 2016.